# Sant Vicenç de Vallromanes
Sant Vicenç de Vallromanes és una obra del municipi de Vallromanes (Vallès Oriental) inclosa en l'Inventari del Patrimoni Arquitectònic de Catalunya.

## Descripció
Es tracta d'un edifici religiós. La portada d'accés és formada per un arc de mig punt i mínimament esqueixada. Sobre ella hi ha un finestral apuntat d'estil "revival" del gòtic del segle xx. La teulada és de dos aiguavessos. A la dreta de la façana hi ha el campanar d'un sol col del segle xiv.
L'església és d'una sola nau amb un absis semicircular al cap de l'església i petites capelles laterals. La fàbrica interior és tota arrebossada excepte l'antic presbiteri del segle xiv, una columna i el peu de la torre del campanar. La imatge de Sant Vicenç és en una petita fornícula instal·lada a l'absis, que a la vegada és decorat amb la Coronació de la Verge, sense cap mena d'interès ni valor pictòric.
La pica baptismal d'estil modernista va ser donada l'any 1894 pel Mestre d'Obres Domènec Balet i Nadal i es té la sospita que és obra de l'escultor Enric Clarasó i Daudí.
El campanar és d'un sol cos de base rectangular, i els seus murs de carreus bastant ben escairats. A mitjana alçada té quatre finestres quadrades (una a cada cara de la torre), i quatre espais oberts, d'arc de mig punt, destinats a les campanes. La torre és coronada per uns merlets de pedra d'estil català.
L'absis semicircular és adossat lateralment a la torre. Una part d'aquest queda emportat dins d'una capella de la nova església; per tant, des de la part exterior només se'n veuen tres quarts. El material emprat és de les mateixes característiques que el del campanar.
L'estil és romànic rural i auster, sense cap mena d'element decoratiu.

## Història
L'arxiu diocesà dona notícies que l'any 1303 ja existia aquesta parròquia, encara que dedicada a Sant Bartomeu. Des de la primitiva estructura del segle xiv, l'església ha patit diverses transformacions. Coneixem les del segle xvi (1629-1630), les del segle xviii (1765-1802) i les del segle xx (1908 i les posteriors a la Guerra Civil). L'únic que resta de l'original fàbrica del segle xiv és la torre del campanar i l'absis contigu. El recull de notes històriques de l'any 1929 detallen cadascuna de les reformes que constaven a l'arxiu parroquial des dels seus orígens.
Tant el campanar com l'absis, són les restes del que fou construït al segle xiv. L'absis romànic, que actualment coincideix amb la capella lateral dreta, havia estat l'antic presbiteri. Possiblement, la part superior del campanar tampoc pertany a la fàbrica original.